# Tcherepovets
Tcherepovets (russo:  Черепове́ц) é a maior cidade do oblast de Vologda, Rússia, localizado na margem do Reservatório do Rio Rybinsk, um afluente do rio Volga. População: 311 869 (censo 2002), 310 463 (censo 1989). É servida pelo Aeroporto de Tcherepovets.
Tcherepovets é um dos mais importantes centros industriais do noroeste da Rússia. Frequentemente, o nome da cidade está associado com a sociedade anónima Severstal, de produtos que são exportados para mais de cinquenta países.

## Poluição
Atualmente, com a modernização da cidade e a instalação de seus grandes centros industriais, Tcherepovets conta com uma poluição atmosférica em larga escala, gerada principalmente pela siderúrgica Severstal, um dos principais motores da economia local. 

## Relações internacionais

### Cidades irmãs
Tcherepovets está geminada com as seguintes cidades-irmãs:
- Grande Synthe, França.
- Liaoyuan, na China.
- Klaipėda, na Lituânia.
- Maladzyechna, da Bielorrússia.
- Montclair, Nova Jérsia, Estados Unidos.
- Raahe, Finlândia.

## Esporte
A cidade de Tcherepovets é a sede do Estádio Metallurg e do FC Bulat Tcherepovets, que participou do Campeonato Russo de Futebol. Outro clube é o FC Sheksna Tcherepovets